# Curvularia verruciformis
Curvularia verruciformis är en svampart som beskrevs av G.P. Agarwal & V.P. Sahni 1963. Curvularia verruciformis ingår i släktet Curvularia och familjen Pleosporaceae.   Inga underarter finns listade i Catalogue of Life.